# Личенко, Александр Валерьевич
Александр Валерьевич Личенко (укр. Ліченко Олександр Валерійович; род. 10 августа 1981 года) - украинский пловец в ластах.

## Карьера
Воспитанник киевской ДЮСШ ЦСТК ВВС ТСОУ, по настоящее время  "Аквалидер", тренер -Яковлева Е.В и  Яковлев Е.А.
Призёр чемпионата  Мира и Европы. Многократный призер Кубков Мира. Рекордсмен Украины на дистанции 800м под водой с аквалангом. Заслуженный мастер спорта Украины.
В 2006 году закончил Национальный университет физического воспитания и спорта Украины.